# Amphiallagma parvum
Amphiallagma parvum е вид водно конче от семейство Coenagrionidae. Видът е незастрашен от изчезване.

## Разпространение
Разпространен е в Индия (Асам, Бихар, Западна Бенгалия, Карнатака, Керала, Манипур, Махаращра, Махе, Мегхалая, Ориса, Пенджаб, Сиким, Тамил Наду, Утар Прадеш, Утаракханд и Чхатисгарх), Мианмар, Непал, Тайланд и Шри Ланка.